# Nauru tại Thế vận hội
Đảo quốc Thái Bình Dương Nauru đã tham dự Thế vận hội Mùa hè lần đầu năm 1996 ở Atlanta. Quốc gia này tiếp tục góp mặt tại những lần đại hội sau đó.
Đảo quốc có truyền thống cử tạ, tất cả bảy vận động viên (VĐV) từng thi đấu cho Nauru tại Thế vận hội trước 2012 đều là đô cử.
Nauru là quốc gia nhỏ nhất (về dân số) trong tổng cộng 206 thành viên Ủy ban Olympic Quốc tế (IOC).
Dưới sự lãnh đạo của Vinson Detenamo, phong trào Olympic bắt đầu ở Nauru đầu những năm 1990. Ủy ban Olympic được thành lập năm 1991 và các cuộc hội đàm với Ủy ban Olympic Quốc tế được khởi động cùng năm. Tháng 5 năm 1994, Nauru tiến hành chạy đua gia nhập IOC và đến tháng 9 năm 1994 thì được chấp thuận, rộng đường tham gia kỳ vận hội năm 1996.
1996 không phải lần đầu tiên các vận động viên (VĐV) Nauru tham gia vận hội. Sau chiến thắng đầy cảm xúc tại Đại hội Thể thao Khối Thịnh vượng chung 1990, đô cử Marcus Stephen xin nhập quốc tịch Samoa để tranh tài tại Thế vận hội Mùa hè 1992. Stephen lại tham gia Thế vận hội các năm 1996 và 2000, giờ đây là cho quê hương mình. Anh xếp thứ 11 nội dung 62 kg năm 2000. Năm 2009, Stephen thay thế Vinson Detenamo làm chủ tịch Ủy ban Olympic quốc gia của Nauru.
Paul Coffa là huấn luyện viên cử tạ của Liên đoàn Cử tạ châu Đại Dương và là huấn luyện viên Olympic của Nauru từ năm 1994.

## Bảng huy chương

### Thế vận hội Mùa hè
| Thế vận hội         | Số VĐV       | Vàng | Bạc | Đồng | Tổng số | Xếp thứ |
| Atlanta 1996        | 3            | 0    | 0   | 0    | 0       | –       |
| Sydney 2000         | 2            | 0    | 0   | 0    | 0       | –       |
| Athens 2004         | 3            | 0    | 0   | 0    | 0       | –       |
| Bắc Kinh 2008       | 1            | 0    | 0   | 0    | 0       | –       |
| Luân Đôn 2012       | 2            | 0    | 0   | 0    | 0       | –       |
| Rio de Janeiro 2016 | 2            | 0    | 0   | 0    | 0       | –       |
| Tokyo 2020          | chưa diễn ra |      |     |      |         |         |
| Paris 2024          | chưa diễn ra |      |     |      |         |         |
| Los Angeles 2028    | chưa diễn ra |      |     |      |         |         |
| Tổng số             | Tổng số      | 0    | 0   | 0    | 0       | –       |

## Các VĐV
- Cử tạ
  - Marcus Stephen – 1996, 2000 (VĐV Olympic đầu tiên)
  - Quincy Detenamo – 1996
  - Gerard Garabwan – 1996
  - Sheeva Peo – 2000 (VĐV Olympic nữ đầu tiên)
  - Reanna Solomon – 2004
  - Itte Detenamo – 2004, 2008, 2012
  - Yukio Peter – 2004
- Judo
  - Sled Dowabobo – 2012